# Wien–Graz–Wien

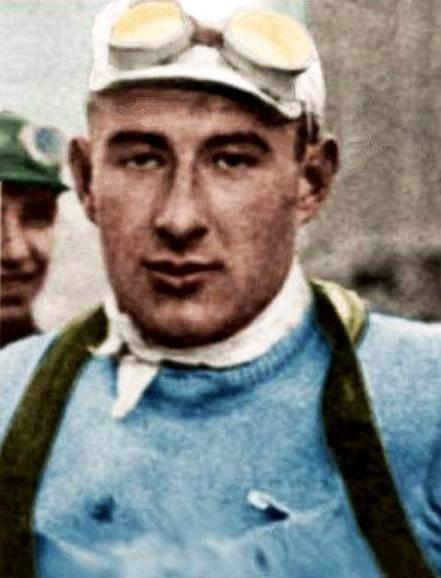
Albert Hendrickx, Sieger 1949

Das Straßenradrennen Wien–Graz–Wien war eine Radsportveranstaltung in Österreich. Es war ein Radrennen, das zunächst als Eintagesrennen, später als Etappenrennen ausgetragen wurde.

## Geschichte
Wien–Graz–Wien wurde 1910 begründet und mit Unterbrechungen bis 1954 zwischen den Städten Wien und Graz in der Steiermark veranstaltet. Das Rennen trug eine Zeitlang den Beinamen „Österreichisches Derby“.
Die erste Austragung war ein Distanzrennen für Berufsfahrer über 392 Kilometer. 1911 bis 1921 war das Rennen für Amateure ausgeschrieben, danach wieder für Berufsfahrer. Die letzte Veranstaltung 1954 bestritten dann wieder Amateure.
1949 bis 1952 war es in zwei Etappen aufgeteilt, 1946 gab es drei Etappen. In einigen Jahren wurde das Rennen hinter Schrittmachern ausgetragen und jeder Fahrer hatte einen eigenen Materialwagen zur Verfügung. Start und Ziel war der Schwarzenbergplatz in Wien.

## Palmarès
| Jahr                        | Sieger            | Zweiter       | Dritter            |
| --------------------------- | ----------------- | ------------- | ------------------ |
| 1910                        | Hans Hartmann     | Josef Pütz    | Josef Hübner       |
| 1911                        | Rudolf Kramer     | Adolf Kofler  | Hans Hawlitschek   |
| 1912                        | Rudolf Kramer     | Robert Rammer | Alois Wacha        |
| 1913                        | Rudolf Kramer     | Franjo Gregl  | Ernst Duschinski   |
| 1914–1918 nicht ausgetragen |                   |               |                    |
| 1919                        | Artur Töpfer      | Joseph Kokoll | Rudolf Eschlmüller |
| 1920                        | Artur Töpfer      | Joseph Kokoll | Paul Köttl         |
| 1921                        | Artur Töpfer      | Paul Köttl    | Josip Pavlija      |
| 1922–1945 nicht ausgetragen |                   |               |                    |
| 1946                        | Rudi Valenta      | Karl Kühn     | Felix Reindl       |
| 1947                        | Johann Goldschmid | Rudi Valenta  | Franz Swoboda      |
| 1948 nicht ausgetragen      |                   |               |                    |
| 1949                        | Albert Hendrickx  | Rudi Valenta  | Walter Summers     |
| 1950                        | Rudi Valenta      | Aldo Baito    | Louis Outrequin    |
| 1951                        | Rudi Valenta      | Jean Kirchen  | Walter Diggelmann  |
| 1952                        | Marcel Hendrickx  | René Walschot | Maurice Diot       |
| 1953 nicht ausgetragen      |                   |               |                    |
| 1954                        | Adolf Christian   | Franz Deutsch | Ernst Buzek        |